# Fabian Soethof
Fabian Soethof (* 8. Juni 1981 in Geldern) ist ein deutscher Journalist und Autor.

## Leben und Karriere
Soethof wurde in Geldern geboren und wuchs in Kerken-Nieukerk auf. Nach dem Abitur am Friedrich-Spee-Gymnasium Geldern sowie seinem Zivildienst studierte er Kulturwirt (Bachelor of Arts) an der Universität Duisburg-Essen sowie Kulturjournalismus (Master of Arts) an der Universität der Künste Berlin. Beide Studiengänge schloss er ab.
Er begann seine journalistische Laufbahn nach eigenen Angaben als Praktikant und freier Mitarbeiter beim Radiosender Antenne Niederrhein. Während seines Studiums veröffentlichte er Alben-, Konzert- und Film-Rezensionen sowie Interviews in verschiedenen Print- und Online-Medien sowie Fanzines. 2008 nahm er an einem Stipendienprogramm der Studienstiftung der Süddeutschen Zeitung teil. Nach seinem Master-Abschluss sowie Praktika im Feuilleton der Süddeutschen Zeitung, in der Musikredaktion von Radio Eins und beim Berliner Stadtmagazin zitty hat Soethof für deutsche Medien wie Die Zeit, Tagesspiegel, Musikexpress, Eltern und Men’s Health geschrieben.
Von 2009 bis 2013 führte er als Chefredakteur die deutsche Online-Redaktion von Brash.de. Von 2013 bis 2023 leitete er die Online-Redaktion des Musikexpress.
Neben seiner Tätigkeit als Journalist ist Soethof als Buchautor aktiv. 2022 erschien das Sachbuch Väter können das auch! Es ist Zeit, Familie endlich gleichberechtigt zu leben im Kösel-Verlag. Es wurde unter anderem in der Frankfurter Allgemeine Sonntagszeitung und der Rheinischen Post, im Deutschlandfunk Kultur und im Tagesspiegel besprochen. 2024 folgte Back for Good: Warum uns die Musik der 90er nicht loslässt im Reclam-Verlag. Eine vom Perlentaucher aufgegriffene Rezension erschien in der Frankfurter Allgemeinen Zeitung. Dieses Sachbuch schrieb Soethof gemeinsam mit Stephan Rehm Rozanes. Gemeinsam moderierten sie zudem über bisher zwei Staffeln und 27 Folgen den 90er-Musik-Podcast Never Forget, in dem sie unter anderem Blümchen, Afrob, Luci van Org, Thees Uhlmann, Jazzy, Nilz Bokelberg, Markus Kavka und Johannes Oerding als Gäste begrüßten.
Seit 2013 betreibt Soethof außerdem das Väter-Blog New Kid and the Blog; seit 2022 führt er eine regelmäßige Kolumne beim Deutschen Schulportal.
Soethof ist Vater zweier Kinder und lebt in Berlin-Kreuzberg.

## Werke

### Bücher
- Väter können das auch! Es ist Zeit, Familie endlich gleichberechtigt zu leben, Kösel, München 2022, ISBN 978-3-466-31172-9.
- Back for Good: Warum uns die Musik der 90er nicht loslässt, Reclam, Ditzingen 2024, ISBN 978-3-15-011481-0.

### Weitere Veröffentlichungen
- The World Of Music Video, Hatje Cantz, Berlin 2022 (Katalogtexte zur Großausstellung im Weltkulturerbe Völklinger Hütte)[17]